# Jacques Duboin
Pour les articles homonymes, voir Duboin.
Jacques Duboin, né le 17 septembre 1878 à Saint-Julien-en-Genevois et mort le 17 mars 1976 à Versailles, est un banquier, industriel et homme politique français.
En octobre 1935, Jacques Duboin crée le journal de réflexion socio-économique La Grande Relève. Il y présente au fil des années sa vision d'une économie de partage des richesses qu'il nomme « économie distributive » et est considéré comme l'un des tout premiers personnages politiques français à défendre l'idée d'un revenu de base.

## Biographie
Il est le fils d'un magistrat, Eloy Duboin (v. 1844-1916), conseiller à la Cour de Cassation, et le frère du colonel Léon Duboin et de Louise Jourdan, mariée à un officier de marine. 

### Parcours professionnel
Il est un industriel et banquier, installé à Paris.
Il est engagé volontaire pendant la Première guerre mondiale. Officier d'artillerie, il est décoré de la Croix de guerre.

### Parcours politique
Il devient conseiller municipal d'Annecy, puis conseiller général de Haute-Savoie. Il se présente une première fois aux législatives en 1919, sur une liste d'Union républicaine, mais n'est pas élu. Il est en revanche élu en février 1921, lors d'une élection partielle provoquée par la mort de Louis Perrolaz. Il siège alors sur les bancs des radicaux-socialistes.
A l'Assemblée, il se fait rapidement remarquer par ses interventions, notamment lors du débat du 14 mars 1922 sur les chars de combat. 
En 1924, il mène en Haute-Savoie la liste du cartel des gauches, qui obtient 50,5 % des voix, et est réélu.
Désormais dans la majorité parlementaire, il est appelé par Aristide Briand en juin 1926  et devient Sous-secrétaire d'État au Trésor, fonction qu'il n'exerce qu'un mois. Le Président Raymond Poincaré dit de lui : « C'est la meilleure tête du Parlement ».
Après sept ans d'activité parlementaire, Jacques Duboin comprit que les changements structurels nécessités par le développement des forces productives ne seraient jamais entrepris par le Parlement. Ce sont les électeurs qui nomment les parlementaires ; or ces électeurs ne sont pas en mesure, dans leur immense majorité, de comprendre que des structures économiques faites pour des temps de rareté doivent être transformées lorsque l'abondance fait son entrée dans le monde.

### Parcours militant
Après un échec aux législatives de 1928, il abandonne les activités politiques pour se consacrer à l'éducation économique des Français.
Il crée, cependant, en 1934 la Ligue pour le droit au travail et le progrès social, qui change plusieurs fois de nom ("Droit au travail", puis "Mouvement français pour l'abondance"). Sans avoir de poids électoral, ses idées influencent⁹ des mouvements comme Révolution constructive, tendance de la SFIO animée par Georges Lefranc, ou le mouvement JEUNES de Jean Nocher.
Pendant la guerre, il participe à la rédaction du journal collaborationniste La France au travail,, mais n'est pas inquiété par l'épuration après la Libération.[source insuffisante]
Il écrit dans l'"Économie distributive de l’abondance", p.31 : « Pour beaucoup de nos contemporains, le fascisme serait un régime économique et social nouveau, reposant sur la dictature, et qui remplacerait le régime capitaliste. La vérité est plus simple : le fascisme est le régime capitaliste lui-même, mais sous la forme autoritaire qu'il revêt à l'article de la mort. »

### L'homme d'économie
Dans une série d'ouvrages, il exposa que des structures échangistes s'opposent fondamentalement à l'abondance et à l'expansion, qu'il faut donc les abolir et les remplacer par des structures distributives.Plus précisément, que l'économie classique excellait à réguler des sociétés rurales où les coûts unitaires l'emportaient sur les frais fixes (elle dissuadait la consommation quand la production devenait coûteuse), mais créait artificiellement dans un monde de plus en plus industriel des crises par effet de retard dus aux temps d'amortissement bien plus élevé des très grosses infrastructures, sans que quiconque y gagne quoi que ce soit : il fallait donc créer aussi une consommation régulée, au fil de l'eau. Le crédit en constituait un moyen, avec un autre risque d'à-coups (crise de 1931 en Europe), mais une monnaie parallèle et non thésaurisable pouvait aboutir selon lui au même résultat, et cette fois sans risque de "bulle".
Il refusa cependant de s'aventurer sur le terrain politique de la conquête du pouvoir, laissant aux partis le soin de définir librement leur stratégie. Il se limita à déclarer que « le pouvoir politique doit être l'émanation de la nation tout entière », formule qu'il faut éclairer par le jugement qu'il portait sur l'incapacité des parlements en matière de transformation sociale.
Jacques Duboin n'ignorait pas non plus - et il le disait et l'écrivait sans cependant insister, car il parlait en économiste - que les privilégiés actuels du régime emploieraient toute leur puissance à combattre son enseignement. Ils le firent en organisant systématiquement la « conspiration du silence » autour de lui. Bientôt, et malgré les ventes très confortables de ses premiers livres, il ne trouva plus un éditeur pour les imprimer et les diffuser.
En 1935, les éditions Fustier publièrent en deux volumes le livre de Jacques Duboin intitulé : En route vers l'abondance. En fin de cet ouvrage, l'auteur reproduisit le « Manifeste-Programme » de la « Ligue pour le Droit au Travail et le Progrès Social » qu'il venait de fonder et qu'il présidait. Ce texte, écrit par lui, parle en ces termes du pouvoir politique :
« [...] un gouvernement issu de tous qui, engageant sa responsabilité pleine et entière, assurera d'abord la période transitoire puis réalisera dans le moindre temps et pour le bien de tous, l'organisation de l'abondance. »
Il qualifiait cette organisation de socialiste. Il l'opposait au « socialisme de la rareté » professé alors par tous les partis politiques et par tous les syndicats se réclamant du socialisme. Il espérait que peu à peu ils finiraient par comprendre la nécessité de l'économie distributive...

## Œuvre
- 1923 : Réflexions d'un « Français moyen » (Payot, éd.)
- 1925 : la Stabilisation du franc (Rivière, éd.)
- 1931 : Nous faisons fausse route (Éditions des portiques)
- 1932 : la Grande Relève des hommes par la machine (Les Éditions Nouvelles, 16 rue de la Sorbonne, Paris.)
- 1934 : Ce qu'on appelle la crise (recueil d'articles parus dans « l'Œuvre »)
- 1934 : la Grande Révolution qui vient (les Éditions nouvelles)
- 1935 : Kou l'ahuri (Fustier, éd.)

Disponible en Pdf (page consultée le 10 juin 2007) : http://www.economiedistributive.fr/spip.php?article30
- 1935 : En route vers l'abondance (Fustier, éd.)
- 1937 : Lettre à tout le monde (Fustier, éd.)
- 1937 : Libération (Grasset, éd.)réédité en 1946 sous le titre Libération - des bras à la machine, de la rareté à l'abondance, de l'échange à la distribution (Ocia, ed. ) cfr mcroisier.be/index html  L'économie qui doit être.Justification rationnelle de l'économie distributive de l'abondance de Jacques Duboin. présenté comme travail de fin d'études pour l'obtention du grade de licencié en sciences commerciales et financières et accepté par le Jury de l'Institut Supérieur de Commerce Saint Louis de Bruxelles. (Auteur : Maurice Croisier)

Disponible en Pdf (page consultée le 10 juin 2007) : http://www.economiedistributive.fr/spip.php?article28
- 1938 : Égalité économique (Grasset, éd.)
- 1940 : Demain ou le Socialisme de l'abondance (Ocia, éd.)
- 1944 : Rareté et Abondance (Ocia, éd.)
- 1945 : Économie distributive de l'abondance (Ocia, éd.)

Disponible en Pdf (page consultée le 20 septembre 2020) : https://www.economiedistributive.fr/Economie-distributive-de-l
- 1947 : Les hommes sont-ils naturellement méchants ? (Ocia, éd.)
- 1948 : l'Économie distributive et le Péché originel (Ocia, éd.)
- 1950 : L'économie distributive s'impose (Ledis, éd.)
- 1951 : l'Économie politique de l'abondance (Ledis, éd.)
- 1955 : les Yeux ouverts (Jeheber, éd.)

Disponible en Pdf (page consultée le 10 juin 2007) : http://www.economiedistributive.fr/spip.php?article29
- 1961 : Pourquoi manquons-nous de crédits ? (Ledis, éd.) Disponible en Pdf (page consultée le 20 septembre 2020) : https://www.economiedistributive.fr/Pourquoi-manquons-nous-de-credits